# بازرس وارد می‌شود (فیلم ۱۹۵۴)
بازرس وارد می‌شود (انگلیسی: An Inspector Calls) یک درام بریتانیایی محصول سال ۱۹۵۴ به کارگردانی گای همیلتون و با بازی الستر سیم، جین ونهام و آی‌لین مُور است. این فیلم بر پایهٔ نمایشنامه‌ای به همین نام اثر جی. بی. پریستلی که در سال ۱۹۴۵ نوشته شده، ساخته شده و فیلمنامهٔ آن را دزموند دیویس برای پردهٔ سینما اقتباس کرده است. فیلم در استودیوهای شپرتون فیلم‌برداری شده و کارگردان هنری صحنه‌های آن بر عهدهٔ جوزف باتو بوده است.